# Pavonia fonsecana
Pavonia fonsecana är en malvaväxtart som först beskrevs av Paul Carpenter Standley, och fick sitt nu gällande namn av P.A. Fryxell. Pavonia fonsecana ingår i släktet påfågelsmalvor, och familjen malvaväxter. Inga underarter finns listade i Catalogue of Life.